# Змейково
В българските народни вярвания Змейково е митично село, където живеят самодивите, змейовете и изобщо митичните същества. Вярва се, че се намира „накрай света“ и никой не може да отиде там. Неговото местонахождение е известно единствено на свраката. Всяка година самодивите канят свраката в Змейково, за да им овършее вълшебното цвете смил. След приключването на вършитбата свраката се изкъпва в самодивското езеро край Змейково, сменя перушината си и се връща на земята.
Вярва се, че самодивите, самовилите, русалките, змейовете и др. митични същества живеят в Змейково само през есента и зимата – те излизат от него на Благовец (25 март) и се завръщат там на Секновение (29 август). През този период те живеят в света на хората.